# Sommer-OL 2020
Sommer-OL i 2020, officielt De XXXII olympiske lege, var en international sportsbegivenhed der oprindelig var planlagt til afvikling fra den 23. juli – 8. august 2020 i Tokyo, Japan, men grundet COVID-19 pandemien blev udskudt til afholdelse i juli og august 2021. Den 30. marts 2020 meddelte IOC, at datoerne for afholdelsen af OL 2020 var blevet fastlagt til 23. juli 2021 – 8. august 2021 og at legene ville beholde navnet "Tokyo 2020". Tokyo blev annonceret som værtsby ved den 125. IOC-session i Buenos Aires i Argentina den 7. september 2013.
Tokyo var også vært ved Sommer-OL 1964.

## Kandidater
Tokyo, Istanbul, og Madrid var de tre kandidatbyer. De søgende byer Baku (Aserbajdsjan) og Doha (Qatar), blev ikke forfremmet til kandidatstatus. Et bud fra Rom blev trukket tilbage.
IOC stemte for at vælge værtsby til sommer-OL 2020 den 7. september 2013 på den 125. IOC session på Buenos Aires Hilton i Buenos Aires, Argentina. En udtømmende afstemningssystem blev anvendt. Ingen by vandt med over 50% af stemmerne i første runde, og Madrid og Istanbul blev bundet til andenpladsen. En afstemning mellem disse to byer blev afholdt for at afgøre, hvilken by der skulle elimineres. I den endelige afstemning mellem Tokyo og Istanbul, blev Tokyo valgt med 60 stemmer mod 36.
København havde overvejet at søge om at få Sommer-OL til byen i 2020, men ved overborgmesterskiftet i forbindelse med kommunalvalget 2009, hvor Ritt Bjerregaard blev afløst af Frank Jensen, blev planerne opgivet. Frank Jensen meldte efter sin tiltræden klart ud, at København ikke i hans tid som overborgmester vil søge om værtsskabet.
| Afstemning om værtsby til sommer-OL 2020 | Afstemning om værtsby til sommer-OL 2020 | Afstemning om værtsby til sommer-OL 2020 | Afstemning om værtsby til sommer-OL 2020 | Afstemning om værtsby til sommer-OL 2020 | Afstemning om værtsby til sommer-OL 2020 |
| ---------------------------------------- | ---------------------------------------- | ---------------------------------------- | ---------------------------------------- | ---------------------------------------- | ---------------------------------------- |
| By                                       | NOC navn                                 | Runde 1                                  | Runoff                                   | Runde 2                                  |                                          |
| Tokyo                                    | Japan                                    | 42                                       | —                                        | 60                                       |                                          |
| Istanbul                                 | Tyrkiet                                  | 26                                       | 49                                       | 36                                       |                                          |
| Madrid                                   | Spanien                                  | 26                                       | 45                                       | —                                        |                                          |

## Forberedelser og økonomi
21. december 2016 fremlagde Tokyo 2020 Organisationskomité for første gang deres officielle sammenhængende budget, der bestod af udgifterne til afholdelsen af både de olympiske lege og de paralympiske lege i 2020 samt udgifterne til de infrastrukturmæssige projekter. Det samlede budget er på mellem 1.605.000.000.000 og 1.798.000.000.000 yen (svarende til mellem DKK. 97.765.365.000 og 109.521.574.000). Heraf er der afsat 500.000.000.000 (DKK. 30.456.500.000) til driften af de to begivenheder. Disse udgifter dækkes af et tilskud fra den Internationale Olympiske Komite (IOC), sponsorater samt billetindtægter. De øvrige udgifter på over 1.000.000.000.000 yen er udgifter i relation til begivenhederne, hvoraf langt de fleste udgifter er anlægsudgifter til sportsfaciliteterne og transport.

## Arenaer
Den officielle hjemmeside har nummereret 42 arenaer, der er udpeget som afviklingssteder for de olympiske begivenheder. Disse afviklingssteder er grupperet i tre geografiske områder, der er betegnet Heritage zone, Tokyo Bay zone og Arenaer længere væk end 8 km fra den olympiske by.

### Heritage zonen
Elleve afviklingssteder vil blive placeret inde i det centrale forretningsområde i Tokyo, nordvest for den olympiske by. Flere af disse arenaer blev også brugt til Sommer-OL 1964.

1. New National Stadium – Åbnings- og afslutningsceremonierne, Atletik, Fodbold (finalen); 60.000

2. Tokyo Metropolitan Gymnasium – Bordtennis; 10.000

3. Yoyogi National Gymnasium – Håndbold; 12.000

4. Nippon Budokan – Judo, Karate; 12.000

5. Imperial Palace Garden – Kapgang

6. Tokyo International Forum – Vægtløftning; 5.000

7. Kokugikan Arena – Boksning; 10.000

8. Equestrian Park – Hestesport

9. Musashino Forest Sport Plaza – Moderne femkamp (fægtning), Badminton; 6,000 

10. Tokyo Stadium - Fodbold, Syvmandsrugby, Moderne femkamp; 49.970

11. Musashinonomori Park – Cykling – Linjeløb (start)

### Tokyo Bay zonen
Seksten afviklingssteder vil blive placeret i Tokyo Bay zonen, hvor de fleste arenaer vil ligge sydøst for, men i tæt tilknytning til den olympiske by. 

12. Ariake Arena – Volleyball; 12.000

13. Olympic Gymnastic Centre – Gymnastik; 12.000

14. Olympic BMX Course – Cykling (BMX), Skateboard; 6.000

15. Ariake Tennis Park – Tennis; 20.000 (10.000 centre court; 5.000 court 1; 3.000 court; 8x250 kampbaner) 

16. Odaiba Marine Park – Triatlon,Maratonsvømning; 5.000

17. Shiokaze Park – Beach Volleyball; 12.000

18. Aomi Urban Sports Venue – Basketball 3x3, Sportsklatring; 5.000

19. Seaside Park Hockey Stadium – Hockey; 10.000

20. Sea Forest Cross-Country Course – Hestesport (Military) ; 20.000

21. Sea Forest Waterway – Roning, Kano og kajak (sprint); 20.000

22. Kasai Rinkai Park – Kano og kajak (slalom); 8.000

23. Dream Island Archery Field – Bueskydning; 6.000

24. Tokyo Olympic Aquatics Centre – Svømmesport; 18.000

25. Tokyo Tatsumi International Swimming Center – Svømmesport (Vandpolo)

26. Makuhari Messe Hall A – Taekwondo, Brydning; 8.000 

27. Makuhari Messe Hall B – Fægtning; 8.000

### Arenaer længere væk end 8 km fra den olympiske by
Femten afviklingssteder vil blive placeret længere væk end 8 km fra den olympiske by. Disse afviklingssteder ligger i varierede afstande og retninger Tokyo centrum. 

28. Tsurigasaki Beach Surfing Venue – Surfing

29. Saitama Super Arena – Basketball; 22.000

30. Asaka Shooting Range – Skydning 

31. Kasumigaseki Country Club - Golf 

32. Enoshima Yacht Harbour – Sejlsport; 10.000 

33. Izu Velodrome – Cykling (banecykling); 5,000

34. Izu Mountain Bike Course – Cykling (mountain bike)

35. Fuji International Speedway – Landevejscykling, afslutning linjeløb og enkeltstart; 110.000

36. Fukushima Azuma Baseball Stadium, Fukushima – Baseball, Softball ; 30,000

37. Yokohama Stadium, Yokohama – Baseball, Softball; 30,000

38. Sapporo Dome, Sapporo – Fodbold; 41,000

39. Miyagi Stadium, Sendai – Fodbold; 48,000

40. Ibaraki Kashima Stadium, Ibaraki – Fodbold; 42,000

41. Saitama Stadium, Saitama – Fodbold; 62,000

42. International Stadium Yokohama, Yokohama – Fodbold; 70,000

## Deltagende nationer
Nedenfor er listet de nationer, der har kvalificeret sig til deltagelse ved Sommer-OL 2020 til dato. Listen er opdateret pr. 8. juli 2021.
| Deltagende nationer ved Sommer-OL 2020 |
| --- |
| - Afghanistan - Albanien - Algeriet - Amerikansk Samoa - Amerikanske Jomfruøer - Andorra - Angola - Antigua og Barbuda - Argentina - Armenien - Aruba - Aserbajdsjan - Australien - Bahamas - Bahrain - Bangladesh - Barbados - Belgien - Belize - Benin - Bermuda - Bhutan - Bolivia - Bosnien-Hercegovina - Botswana - Brasilien - Britiske Jomfruøer - Brunei - Bulgarien - Burkina Faso - Burundi - Cambodja - Cameroun - Canada - Caymanøerne - Centralafrikanske Republik - Chile - Colombia - Comorerne - Cookøerne - Costa Rica - Cuba - Cypern - Danmark - Demokratiske Republik Congo - Djibouti - Dominica - Den Dominikanske Republik - Ecuador - Egypten - El Salvador - Elfenbenskysten - Eritrea - Estland - Etiopien - Fiji - Filippinerne - Finland - Forenede Arabiske Emirater - Frankrig - Gabon - Gambia - Georgien - Ghana - Grenada - Grækenland - Guam - Guatemala - Guinea - Guinea-Bissau - Guyana - Haiti - Holland - Honduras - Hongkong - Hviderusland - Indien - Indonesien - Irak - Iran - Irland - Island - Israel - Italien - Jamaica - Japan (Vært) - Jordan - Kap Verde - Kasakhstan - Kenya - Kina - Kinesisk Taipei - Kirgisistan - Kiribati - Kosovo - Kroatien - Kuwait - Laos - Lesotho - Letland - Libanon - Liberia - Libyen - Liechtenstein - Litauen - Luxembourg - Madagaskar - Malawi - Malaysia - Maldiverne - Mali - Malta - Marokko - Marshalløerne - Mauritius - Mexico - Mikronesien - Moldova - Monaco - Mongoliet - Montenegro - Mozambique - Myanmar - Namibia - Nauru - Nepal - New Zealand - Nicaragua - Niger - Nigeria - Nordkorea - Nordmakedonien - Norge - Oman - Pakistan - Palau - Palæstina - Panama - Papua Ny Guinea - Paraguay - Peru - Polen - Portugal - Puerto Rico - Qatar - Republikken Congo - Ruslands Olympiske Komité - Rumænien - Rwanda - Saint Kitts og Nevis - Saint Lucia - Saint Vincent og Grenadinerne - Salomonøerne - Samoa - San Marino - São Tomé og Príncipe - Saudi-Arabien - Schweiz - Senegal - Serbien - Seychellerne - Sierra Leone - Singapore - Slovakiet - Slovenien - Somalia - Spanien - Sri Lanka - Storbritannien - Sudan - Surinam - Sverige - Swaziland - Sydafrika - Sydkorea - Sydsudan - Syrien - Tadsjikistan - Tanzania - Tchad - Thailand - Tjekkiet - Togo - Tonga - Trinidad og Tobago - Tunesien - Turkmenistan - Tuvalu - Tyrkiet - Tyskland - Uganda - Ukraine - Ungarn - Uruguay - USA - Usbekistan - Vanuatu - Venezuela - Vietnam - Yemen - Zambia - Zimbabwe - Ækvatorialguinea - Østrig - Østtimor |

## Discipliner
I nedenstående tabel er oplistet alle de forskellige sportsgrene samt underopdelingen i discipliner.
| Sportsgrene       | Sportsgrene        | Herrer | Damer | Total atleter | Herrediscipliner | Damediscipliner | Mixdiscipliner | Total discipliner |
| ----------------- | ------------------ | ------ | ----- | ------------- | ---------------- | --------------- | -------------- | ----------------- |
| Atletik           | Atletik            | 988    | 912   | 1900          | 24               | 23              | 1              | 48                |
| Badminton         | Badminton          | 86     | 86    | 172           | 2                | 2               | 1              | 5                 |
| Baseball/Softball | Baseball           | 144    | -     | 144           | 1                | -               | -              | 1                 |
| Baseball/Softball | Softball           | -      | 90    | 90            | -                | 1               | -              | 1                 |
| Basketball        | 3x3                | 32     | 32    | 64            | 1                | 1               | -              | 2                 |
| Basketball        | Basketball         | 144    | 144   | 288           | 1                | 1               | -              | 2                 |
| Boksning          | Boksning           | 206    | 80    | 286           | 8                | 5               | -              | 13                |
| Bordtennis        | Bordtennis         | 86     | 86    | 172           | 2                | 2               | 1              | 5                 |
| Brydning          | Fristil            | 96     | 96    | 192           | 6                | 6               | -              | 12                |
| Brydning          | Græsk-romersk stil | 96     | -     | 96            | 6                | -               | -              | 6                 |
| Bueskydning       | Bueskydning        | 64     | 64    | 128           | 2                | 2               | 1              | 5                 |
| Cykling           | Banecykling        | 99     | 90    | 189           | 6                | 6               | -              | 12                |
| Cykling           | BMX Freestyle      | 9      | 9     | 18            | 1                | 1               | -              | 2                 |
| Cykling           | BMX Racing         | 24     | 24    | 48            | 1                | 1               | -              | 2                 |
| Cykling           | Landevejscykling   | 130    | 67    | 197           | 2                | 2               | -              | 4                 |
| Cykling           | Mountainbike       | 38     | 38    | 76            | 1                | 1               | -              | 2                 |
| Fodbold           | Fodbold            | 288    | 216   | 504           | 1                | 1               | -              | 2                 |
| Fægtning          | Fægtning           | 106    | 106   | 212           | 6                | 6               | -              | 12                |
| Golf              | Golf               | 60     | 60    | 120           | 1                | 1               | -              | 2                 |
| Gymnastik         | Idrætsgymnastik    | 98     | 98    | 196           | 8                | 6               | -              | 14                |
| Gymnastik         | Rytmisk gymnastik  | -      | 96    | 96            | -                | 2               | -              | 2                 |
| Gymnastik         | Trampolin          | 16     | 16    | 32            | 1                | 1               | -              | 2                 |
| Hestesport        | Dressur            | -      | -     | 60            | -                | -               | 2              | 2                 |
| Hestesport        | Military           | -      | -     | 65            | -                | -               | 2              | 2                 |
| Hestesport        | Spring             | -      | -     | 75            | -                | -               | 2              | 2                 |
| Hockey            | Hockey             | 192    | 192   | 348           | 1                | 1               | -              | 2                 |
| Håndbold          | Håndbold           | 168    | 168   | 336           | 1                | 1               | -              | 2                 |
| Judo              | Judo               | 193    | 193   | 386           | 7                | 7               | 1              | 15                |
| Kano og kajak     | Slalom             | 41     | 41    | 82            | 2                | 2               | -              | 4                 |
| Kano og kajak     | Sprint             | 123    | 123   | 246           | 6                | 6               | -              | 12                |
| Karate            | Kata               | 10     | 10    | 20            | 1                | 1               | -              | 2                 |
| Karate            | Kumite             | 30     | 30    | 60            | 3                | 3               | -              | 6                 |
| Moderne femkamp   | Moderne femkamp    | 36     | 36    | 72            | 1                | 1               | -              | 2                 |
| Roning            | Roning             | 263    | 263   | 526           | 7                | 7               | -              | 14                |
| Sejlsport         | Sejlsport          | 175    | 175   | 350           | 5                | 4               | 1              | 10                |
| Skateboard        | Skateboard         | 40     | 40    | 80            | 2                | 2               | -              | 4                 |
| Skydning          | Skydning           | 180    | 180   | 360           | 6                | 6               | 3              | 15                |
| Sportsklatring    | Sportsklatring     | 20     | 20    | 40            | 1                | 1               | -              | 2                 |
| Surfing           | Surfing            | 20     | 20    | 40            | 1                | 1               | -              | 2                 |
| Svømmesport       | Bassin             | 439    | 439   | 878           | 17               | 17              | 1              | 35                |
| Svømmesport       | Åben vand          | 25     | 25    | 50            | 1                | 1               | -              | 2                 |
| Svømmesport       | Synkronsvømning    | -      | 104   | 104           | -                | 2               | -              | 2                 |
| Svømmesport       | Udspring           | 68     | 68    | 136           | 4                | 4               | -              | 8                 |
| Svømmesport       | Vandpolo           | 132    | 110   | 242           | 1                | 1               | -              | 2                 |
| Syvmandsrugby     | Syvmandsrugby      | 144    | 144   | 288           | 1                | 1               | -              | 2                 |
| Taekwondo         | Taekwondo          | 64     | 64    | 128           | 4                | 4               | -              | 8                 |
| Tennis            | Tennis             | 86     | 86    | 172           | 2                | 2               | 1              | 5                 |
| Triatlon          | Triatlon           | 55     | 55    | 110           | 1                | 1               | 1              | 3                 |
| Volleyball        | Beachvolley        | 48     | 48    | 96            | 1                | 1               | -              | 2                 |
| Volleyball        | Volleyball         | 144    | 144   | 288           | 1                | 1               | -              | 2                 |
| Vægtløftning      | Vægtløftning       | 98     | 98    | 192           | 7                | 7               | -              | 14                |
| Total             | Total              | -      | -     | 11090         | 165              | 156             | 18             | 339               |

### Kalender
Denne kalender er baseret på oversigten som blev offentliggjort den 12. september 2018 og senest ændret 18. november 2020. 
| ÅC | Åbningsceremonien | ● | Kvalifikation | 1 | Finaler | AC | Afslutningsceremonien |

| Måned                           | Måned                           | Juli    | Juli     | Juli    | Juli    | Juli    | Juli    | Juli     | Juli    | Juli     | Juli    | Juli    | August | August | August  | August | August  | August | August | August | Medaljer |
| Datoer→                         | Datoer→                         | 21. Ons | 22. Tors | 23. Fre | 24. Lør | 25. Søn | 26. Man | 27. Tirs | 28. Ons | 29. Tors | 30. Fre | 31. Lør | 1. Søn | 2. Man | 3. Tirs | 4. Ons | 5. Tors | 6. Fre | 7. Lør | 8. Søn | Total    |
| ------------------------------- | ------------------------------- | ------- | -------- | ------- | ------- | ------- | ------- | -------- | ------- | -------- | ------- | ------- | ------ | ------ | ------- | ------ | ------- | ------ | ------ | ------ | -------- |
| Ceremonier                      | Ceremonier                      |         |          | ÅC      |         |         |         |          |         |          |         |         |        |        |         |        |         |        |        | AC     |          |
| Atletik                         | Atletik                         |         |          |         |         |         |         |          |         |          | 2       | 3       | 5      | 5      | 6       | 5      | 7       | 7      | 7      | 1      | 48       |
| Badminton                       | Badminton                       |         |          |         | ●       | ●       | ●       | ●        | ●       | ●        | 1       | 1       | 1      | 2      |         |        |         |        |        |        | 5        |
| Baseball/Softball               | Baseball                        |         |          |         |         |         |         |          | ●       | ●        | ●       | ●       | ●      | ●      | ●       | ●      | ●       |        | 1      |        | 1        |
| Baseball/Softball               | Softball                        | ●       | ●        |         | ●       | ●       | ●       | 1        |         |          |         |         |        |        |         |        |         |        |        |        | 1        |
| Basketball                      | 3x3                             |         |          |         | ●       | ●       | ●       | ●        | 2       |          |         |         |        |        |         |        |         |        |        |        | 2        |
| Basketball                      | Basketball                      |         |          |         |         | ●       | ●       | ●        | ●       | ●        | ●       | ●       | ●      | ●      | ●       | ●      | ●       | ●      | 1      | 1      | 2        |
| Boksning                        | Boksning                        |         |          |         | ●       | ●       | ●       | ●        | ●       | ●        | ●       | ●       | ●      |        | 2       | 1      | 1       | 1      | 4      | 4      | 13       |
| Bordtennis                      | Bordtennis                      |         |          |         | ●       | ●       | 1       | ●        | ●       | 1        | 1       |         | ●      | ●      | ●       | ●      | 1       | 1      |        |        | 5        |
| Brydning                        | Brydning                        |         |          |         |         |         |         |          |         |          |         |         | ●      | 3      | 3       | 3      | 3       | 3      | 3      |        | 18       |
| Bueskydning                     | Bueskydning                     |         |          | ●       | 1       | 1       | 1       | ●        | ●       | ●        | 1       | 1       |        |        |         |        |         |        |        |        | 5        |
| Cykling                         | Landevejscykling                |         |          |         | 1       | 1       |         |          | 2       |          |         |         |        |        |         |        |         |        |        |        | 4        |
| Cykling                         | Banecykling                     |         |          |         |         |         |         |          |         |          |         |         |        | 1      | 2       | 1      | 2       | 2      | 1      | 3      | 12       |
| Cykling                         | BMX Racing                      |         |          |         |         |         |         |          |         | ●        | 2       |         |        |        |         |        |         |        |        |        | 2        |
| Cykling                         | BMX Freestyle                   |         |          |         |         |         |         |          |         |          |         | ●       | 2      |        |         |        |         |        |        |        | 2        |
| Cykling                         | Mountainbike                    |         |          |         |         |         | 1       | 1        |         |          |         |         |        |        |         |        |         |        |        |        | 2        |
| Fodbold                         | Fodbold                         | ●       | ●        |         | ●       | ●       |         | ●        | ●       |          | ●       | ●       |        | ●      | ●       |        | ●       | 1      | 1      |        | 2        |
| Fægtning                        | Fægtning                        |         |          |         | 2       | 2       | 2       | 1        | 1       | 1        | 1       | 1       | 1      |        |         |        |         |        |        |        | 12       |
| Golf                            | Golf                            |         |          |         |         |         |         |          |         | ●        | ●       | ●       | 1      |        |         | ●      | ●       | ●      | 1      |        | 2        |
| Gymnastik                       | Idrætsgymnastik                 |         |          |         | ●       | ●       | 1       | 1        | 1       | 1        |         |         | 4      | 3      | 3       |        |         |        |        |        | 14       |
| Gymnastik                       | Rytmisk                         |         |          |         |         |         |         |          |         |          |         |         |        |        |         |        |         | ●      | 1      | 1      | 2        |
| Gymnastik                       | Trampolin                       |         |          |         |         |         |         |          |         |          | 1       | 1       |        |        |         |        |         |        |        |        | 2        |
| Hestesport                      | Dressur                         |         |          |         | ●       | ●       |         | 1        | 1       |          |         |         |        |        |         |        |         |        |        |        | 2        |
| Hestesport                      | Military                        |         |          |         |         |         |         |          |         |          | ●       | ●       | ●      | 2      |         |        |         |        |        |        | 2        |
| Hestesport                      | Spring                          |         |          |         |         |         |         |          |         |          |         |         |        |        | ●       | 1      |         | ●      | 1      |        | 2        |
| Hockey                          | Hockey                          |         |          |         | ●       | ●       | ●       | ●        | ●       | ●        | ●       | ●       | ●      | ●      | ●       | ●      | 1       | 1      |        |        | 2        |
| Håndbold                        | Håndbold                        |         |          |         | ●       | ●       | ●       | ●        | ●       | ●        | ●       | ●       | ●      | ●      | ●       | ●      | ●       | ●      | 1      | 1      | 2        |
| Judo                            | Judo                            |         |          |         | 2       | 2       | 2       | 2        | 2       | 2        | 2       | 1       |        |        |         |        |         |        |        |        | 15       |
| Kano og kajak                   | Slalom                          |         |          |         |         | ●       | 1       | 1        | ●       | 1        | 1       |         |        |        |         |        |         |        |        |        | 4        |
| Kano og kajak                   | Sprint                          |         |          |         |         |         |         |          |         |          |         |         |        | ●      | 4       | ●      | 4       | ●      | 4      |        | 12       |
| Karate                          | Karate                          |         |          |         |         |         |         |          |         |          |         |         |        |        |         |        | 3       | 3      | 2      |        | 8        |
| Moderne femkamp                 | Moderne femkamp                 |         |          |         |         |         |         |          |         |          |         |         |        |        |         |        | ●       | 1      | 1      |        | 2        |
| Roning                          | Roning                          |         |          | ●       | ●       | ●       | ●       | 2        | 4       | 4        | 4       |         |        |        |         |        |         |        |        |        | 14       |
| Sejlsport                       | Sejlsport                       |         |          |         |         | ●       | ●       | ●        | ●       | ●        | ●       | 2       | 2      | 2      | 2       | 2      |         |        |        |        | 10       |
| Skateboard                      | Skateboard                      |         |          |         |         | 1       | 1       |          |         |          |         |         |        |        |         | 1      | 1       |        |        |        | 4        |
| Skydning                        | Skydning                        |         |          |         | 2       | 2       | 2       | 2        | ●       | 2        | 1       | 2       | ●      | 2      |         |        |         |        |        |        | 15       |
| Sportsklatring                  | Sportsklatring                  |         |          |         |         |         |         |          |         |          |         |         |        |        | ●       | ●      | 1       | 1      |        |        | 2        |
| Surfing                         | Surfing                         |         |          |         |         | ●       | ●       | ●        | 2       |          |         |         |        |        |         |        |         |        |        |        | 2        |
| Svømmesport                     | Bassin                          |         |          |         | ●       | 4       | 4       | 4        | 5       | 5        | 4       | 4       | 5      |        |         |        |         |        |        |        | 35       |
| Svømmesport                     | Åben vand                       |         |          |         |         |         |         |          |         |          |         |         |        |        |         | 1      | 1       |        |        |        | 2        |
| Svømmesport                     | Synkronsvømning                 |         |          |         |         |         |         |          |         |          |         |         |        | ●      | ●       | 1      |         | ●      | 1      |        | 2        |
| Svømmesport                     | Udspring                        |         |          |         |         | 1       | 1       | 1        | 1       |          | ●       | ●       |        | ●      | 1       | ●      | 1       | ●      | 1      | 1      | 8        |
| Svømmesport                     | Vandpolo                        |         |          |         | ●       | ●       | ●       | ●        | ●       | ●        | ●       | ●       | ●      | ●      | ●       | ●      | ●       | ●      | 1      | 1      | 2        |
| Syvmandsrugby                   | Syvmandsrugby                   |         |          |         |         |         | ●       | ●        | 1       | ●        | ●       | 1       |        |        |         |        |         |        |        |        | 2        |
| Taekwondo                       | Taekwondo                       |         |          |         | 2       | 2       | 2       | 2        |         |          |         |         |        |        |         |        |         |        |        |        | 8        |
| Tennis                          | Tennis                          |         |          |         | ●       | ●       | ●       | ●        | ●       | ●        | 1       | 1       | 3      |        |         |        |         |        |        |        | 5        |
| Triatlon                        | Triatlon                        |         |          |         |         |         | 1       | 1        |         |          |         | 1       |        |        |         |        |         |        |        |        | 3        |
| Volleyball                      | Beachvolley                     |         |          |         | ●       | ●       | ●       | ●        | ●       | ●        | ●       | ●       | ●      | ●      | ●       | ●      | ●       | 1      | 1      |        | 2        |
| Volleyball                      | Volleyball                      |         |          |         | ●       | ●       | ●       | ●        | ●       | ●        | ●       | ●       | ●      | ●      | ●       | ●      | ●       | ●      | 1      | 1      | 2        |
| Vægtløftning                    | Vægtløftning                    |         |          |         | 1       | 2       | 1       | 2        | 1       |          |         | 2       | 1      | 2      | 1       | 1      |         |        |        |        | 14       |
| Totale sæt medaljer             | Totale sæt medaljer             |         |          |         | 11      | 18      | 21      | 22       | 23      | 17       | 22      | 19      | 26     | 22     | 24      | 17     | 28      | 22     | 34     | 13     | 339      |
| Akkumuleret totale sæt medaljer | Akkumuleret totale sæt medaljer |         |          |         | 11      | 29      | 50      | 72       | 95      | 112      | 134     | 153     | 179    | 201    | 225     | 243    | 270     | 292    | 326    | 339    | 339      |
| Datoer                          | Datoer                          | 22. Ons | 23. Tors | 24. Fre | 25. Lør | 26. Søn | 27. Man | 28. Tirs | 29. Ons | 30. Tors | 31. Fre | 1. Lør  | 2. Søn | 3. Man | 4. Tirs | 5. Ons | 6. Tors | 7. Fre | 8. Lør | 9. Søn | Total    |

## Medaljeoversigt
| Rank             | Hold                            | Guld | Sølv | Bronze | Total |
| ---------------- | ------------------------------- | ---- | ---- | ------ | ----- |
| 1                | USA (USA)                       | 39   | 41   | 33     | 113   |
| 2                | Kina (CHN)                      | 38   | 29   | 17     | 84    |
| 3                | Japan (JPN)*                    | 24   | 12   | 16     | 52    |
| 4                | Storbritannien (GBR)            | 22   | 21   | 22     | 65    |
| 5                | Ruslands Olympiske Komité (ROC) | 17   | 25   | 22     | 64    |
| 6                | Australien (AUS)                | 17   | 7    | 22     | 46    |
| 7                | Tyskland (GER)                  | 10   | 11   | 16     | 37    |
| 8                | Italien (ITA)                   | 10   | 10   | 18     | 38    |
| 9                | Holland (NED)                   | 9    | 10   | 12     | 31    |
| 10               | Frankrig (FRA)                  | 7    | 12   | 11     | 30    |
| 11–90            | Resterende hold                 | 124  | 135  | 188    | 447   |
| Total (90 holds) | Total (90 holds)                | 317  | 313  | 377    | 1007  |